# Andrew Shue
Pour les articles homonymes, voir Shue.
Andrew Shue est un acteur américain, né le 20 février 1967 à Wilmington, dans l’État du Delaware (États-Unis). Il est le frère de l'actrice américaine Elisabeth Shue.

## Biographie
Andrew Shue est principalement connu pour son rôle de Billy Campbell dans la série Melrose Place. Il n'a plus rien tourné depuis Melrose Place. C'est un choix personnel, l'acteur a voulu se consacrer à son association « Do Something » qui vient en aide aux jeunes en difficulté.[réf. nécessaire]
Andrew Shue revient pour la première fois sur les écrans en 2007, avec un film qu'il coécrit et coproduit, Gracie, où il joue le rôle d'un entraîneur d'une équipe de football. Andrew Shue a lui-même été joueur de haut niveau avant de devenir acteur. Il a essentiellement joué au sein du club zimbabwéen Highlanders Football Club avec lequel il a remporté le championnat et la Coupe du Zimbabwe. Il a aussi joué ponctuellement pour plusieurs clubs aux États-Unis, notamment le Galaxy de Los Angeles.

## Filmographie

### Télévision
- 1992 : Les Années coup de cœur (série télévisée), épisode Le Week-end de tous les dangers (saison 5) : Brian Billings
- 1992-1998 : Melrose Place (série télévisée) : Billy Campbell
- 1993 : Gulf City (téléfilm) : Jack Craig

### Cinéma
- 1984 : Karaté Kid de John G. Avildsen : un membre des Cobra Kai (non crédité)
- 1988 : Vision Quest de Harold Becker : le patron du bar (non crédité)
- 1987 : Nuit de folie de Chris Columbus : un figurant (non crédité)
- 1988 : Cocktail de Roger Donaldson : un invité du mariage (non crédité)
- 1991 : American Shaolin (en) de Lucas Lowe : un compétiteur
- 1997 : L'Idéaliste de Francis Ford Coppola : Cliff Riker
- 2007 : Gracie de Davis Guggenheim : Owen Clark (également scénariste et producteur)
- 2009 : Goal! 3: Taking on the World d'Andy Morahan : non crédité